# Black-out (televisieserie)
Black-out is een tiendelige Vlaamse televisieserie in regie van Joël Vanhoebrouck. De serie werd gemaakt door het nieuwe productiehuis jonnydepony, in handen van Helen Perquy en showrunner Philippe De Schepper.
De serie werd eerst beschikbaar gemaakt voor de klanten van Streamz, het Vlaams videostreamingplatform van Telenet en DPG Media. Vanaf november 2020 was de serie op zondagavond te zien op Eén. De eerste aflevering, die werd uitgezonden op 22 november 2020, haalde 1.277.360 live-kijkers.
De reeks is reeds genomineerd voor twee prijzen. Enerzijds voor Prix Europa, anderzijds voor Seriencamp in München.  Daarnaast is de serie ook al verkocht aan de Verenigde Staten, Australië, Canada en Nederland.
In Nederland is de serie sinds februari 2021 te zien op Videoland.

## Verhaal
Na de sabotage van de kerncentrale in Westerdonk heerst er een nationale stroompanne in België. Tegelijkertijd wordt Elke, de dochter van eerste minister Annemie Hillebrand, ontvoerd. De boodschap van de ontvoerders is duidelijk: als het licht terug aangaat, dan zal haar dochter sterven. De Premier van België staat dus voor een groot dilemma: kiest ze voor de Belgische bevolking of voor haar dochter? 
Hillebrand geeft Michaël Dendoncker, Hoofd Dienst Anti-terrorisme, opdracht om in het uiterste geheim haar dochter terug te vinden en te onderzoeken wie achter deze black-out zit. Terwijl Hillebrand door het rekken van de black-out meer en meer verstrikt geraakt in een politiek kluwen, ontdekt Dendoncker dat de sabotage van de kerncentrale door klimaatactivisten van 'Groen-Rechts' misbruikt wordt door een netwerk van terroristen die erop uit zijn om radioactief materiaal uit de kerncentrale te stelen.
Uiteindelijk blijkt dat Tom Dutroy achter de ontvoering van Elke zat, om wraak te nemen op de premier, die door haar beslissing om de bouw van een biomassacentrale te annuleren de zelfmoord van zijn vader veroorzaakt heeft.

## Rolverdeling

### Hoofdrollen
| Acteur               | Personage          | Opmerkingen                                |
| -------------------- | ------------------ | ------------------------------------------ |
| Sara De Roo          | Annemie Hillebrand | Premier                                    |
| Geert Van Rampelberg | Michaël Dedoncker  | Commissaris cel terrorisme                 |
| Anna De Ceulaer      | Elke Pauwels       | Dochter van de premier                     |
| Tom Van Bauwel       | Gerrit Leemans     | Hoofdcommissaris                           |
| Lucas Van den Eynde  | Herman Pauwels     | Voormalig premier                          |
| Nora Gharib          | Lila Bennani       | Inspecteur                                 |
| Michael Pas          | Erwin Jacobs       | Oppositielid                               |
| Matthieu Sys         | Tom Dutroy         | Rechterhand van Herman                     |
| Jelle De Beule       | Jonas Verleyen     | Raadgever kabinet van de premier           |
| Ruth Becquart        | Nathalie Maes      | Commissaris federale politie               |
| Mathijs Scheepers    | Frank Devuyst      | Ex-militair, terrorist, Koerdisch strijder |
| Robbie Cleiren       | Raf Deleu          | Partijvoorzitter                           |

### Bijrollen
| Acteur               | Personage           | Opmerkingen                               |
| -------------------- | ------------------- | ----------------------------------------- |
| Violet Braeckman     | Lana Moons          | Activiste Groen-Rechts                    |
| Arne De Tremerie     | Siegfried Berckmoes | Activist Groen-Rechts                     |
| Mathias Sercu        | Lander Vansteenland | Partijvoorzitter socialistische partij    |
| Louis Talpe          | Johan Liebaers      | Viper, terrorist/militair                 |
| Charlotte De Bruyne  | Charlotte Jacobs    | Vriendin van Elke                         |
| Carlos Schram        | Pedro               | Inspecteur federale politie               |
| Ikram Aoulad         | Keltoum             | Minister van Energie                      |
| Bill Barberis        | Eddy Taefs          | Werknemer kerncentrale Westerdonk         |
| Michel Bauwens       | Guy                 | Inspecteur                                |
| Lotte Heijtenis      | Myriam              | Vriend van Rico                           |
| Katrien De Ruysscher | Sandra              | Directrice kerncentrale Westerdonk        |
| Mark Stroobants      | Benny Pennemans     | Directeur agentschap voor atoomveiligheid |
| Tine Reymer          | CG Federale politie | Functioneert tussen politiek en regering  |
| Laurence Roothooft   | Leen                | Inspecteur federale politie               |
| Ward Kerremans       | Dimi                | Inspecteur federale politie               |
| Tom Ternest          | Kristof Vandersteen | Minister                                  |
| Ivan Pecnik          | Kamervoorzitter     |                                           |
| Rudy Schrijnders     | Rico Van Vreeswijk  | Saboteur kerncentrale                     |
| Bram Verrecas        | Kwinten             | Cafébaas                                  |

## Afleveringen
| Aflevering | Korte inhoud                                                    | Datum van uitzending | Kijkcijfers (live) |
| ---------- | --------------------------------------------------------------- | -------------------- | ------------------ |
| 1          | Een kerncentrale wordt gesaboteerd en veroorzaakt een black-out | 22 november 2020     | 1.520.046          |
| 2          | Michael maakt jacht op de saboteurs en de ontvoerders           | 29 november 2020     | 1.300.636          |
| 3          | Annemie stopt met de black-out te rekken                        | 6 december 2020      | 1.254.270          |
| 4          | DA3 hoopt de gestolen MOX te recupereren                        | 13 december 2020     | 1.158.027          |
| 5          | Annemie denkt dat oppositieleider Erwin Jacobs achter alles zit | 20 december 2020     | 1.148.491          |
| 6          | Michael belandt in een oorlog tussen Turken en Koerden          | 27 december 2020     | 1.238.823          |
| 7          | Het onderzoek van DA3 loopt volledig uit de hand                | 3 januari 2021       | 1.198.676          |
| 8          | Slaapgebrek eist zijn tol bij Michael                           | 10 januari 2021      | 1.234.324          |
| 9          | Annemie zondert zich af na haar bekentenis                      | 17 januari 2021      | 1.253.884          |
| 10         | Annemie onderneemt een ultieme poging om Elke te redden         | 24 januari 2021      | 1.235.989          |

## Trivia
- Philippe De Schepper schreef eerder de reeks Dubbelleven, waarin Lotte Heijtenis de hoofdrol speelde.
- Sara De Roo en Geert Van Rampelberg speelden eerder samen de hoofdrol in De Parelvissers en Swooni.
- Anna De Ceulaer speelde eerder in Gent-West de dochter van Ruth Becquart en Mathijs Scheepers, die ook in deze serie meespelen.
- Bill Barberis en Katrien De Ruysscher speelden samen in Thuis. Bill Barberis verliet deze serie omdat hij naar eigen zeggen meer wilde doen dan alleen in een soap acteren.
- Philippe De Schepper, Joël Vanhoebrouck en Bas Adriaensen maakten ooit samen voor Eyeworks de televisieseries Eigen kweek en Dubbelleven.
- Het thema-lied van de serie is 'End Up' (2014) van de Brusselse band Hydrogen Sea.